# Кипелово (станция)
Кипелово — железнодорожная станция в посёлке Кипелово Вологодского района Вологодской области. 
Станция относится к Вологодскому региону Северной железной дороги.

## Характеристика
Станция Кипелово была открыта в 1906 году, на участке железной дороги Вологда — Кошта. Находится на расстоянии 541 км от Москвы, в 550 км от Санкт-Петербурга в 47 км от областного центра Вологды. Станция электрифицирована. 
Имеется здание железнодорожного вокзала.
Осуществляется продажа билетов. Также осуществляется приём и выдача грузов на подъездных путях, местах общего и необщего пользования и допускаемых к хранению на открытых местах.

## Движение поездов

### Пригородное сообщение
Через станцию Кипелово ежедневно проходит пригородный поезд Череповец — Вологда (1 рейс в сутки ежедневно и 1 рейс по выходным в обе стороны).

### Дальнее сообщение
По состоянию на декабрь 2018 года на станции останавливаются следующие поезда дальнего следования:
| Круглогодичное обращение поездов | Круглогодичное обращение поездов | Круглогодичное обращение поездов | Круглогодичное обращение поездов |
| № поезда                         | Маршрут движения                 | № поезда                         | Маршрут движения                 |
| -------------------------------- | -------------------------------- | -------------------------------- | -------------------------------- |
| 9                                | Архангельск — Санкт-Петербург    | 10                               | Санкт-Петербург — Архангельск    |
| 71 "Демидовский Экспресс"        | Екатеринбург — Санкт-Петербург   | 72 "Демидовский Экспресс"        | Санкт-Петербург — Екатеринбург   |
| 77                               | Воркута — Санкт-Петербург        | 78                               | Санкт-Петербург — Воркута        |
| 97                               | Микунь — Санкт-Петербург         | 98                               | Санкт-Петербург — Микунь         |
| 125 "Шексна"                     | Москва — Череповец               | 126 "Шексна"                     | Череповец — Москва               |
| 617 "Белые ночи"                 | Вологда — Санкт-Петербург        | 618 "Белые ночи"                 | Санкт-Петербург — Вологда        |

| Сезонное обращение поездов | Сезонное обращение поездов | Сезонное обращение поездов | Сезонное обращение поездов |
| № поезда                   | Маршрут движения           | № поезда                   | Маршрут движения           |
| -------------------------- | -------------------------- | -------------------------- | -------------------------- |
| 281                        | Адлер — Череповец          | 282                        | Череповец — Адлер          |
| 283                        | Анапа — Череповец          | 284                        | Череповец — Анапа          |